# Wappen Pommerns

Pommerscher Greif

Das Wappen Pommerns wird durch den Greifen als Wappentier dominiert. Der Pommersche Greif blieb auch nach dem Aussterben der Greifenherzöge das Symbol des Landes Pommern und ist in vielfältigen Variationen in der historischen Region verbreitet.

## Herzogtum Pommern
Der älteste bekannte Hinweis auf den Gebrauch des Greifen als Wappentier stammt von einer Urkunde, die in die Zeit von 1191 bis 1194 zu datieren ist. Es handelt sich dabei um eine Schenkungsurkunde der Herzogin Anastasia und ihrer Söhne, der Herzöge Bogislaw II. und Kasimir II. von Pommern, zugunsten der Marienkirche in (Altstadt) Kolberg. Die Originalurkunde ist nicht erhalten, stattdessen eine Abschrift aus dem Jahr 1384, die eine Beschreibung der angefügten Siegel enthält. Es handelte sich dabei um ein so genanntes Reitersiegel, das einen nach rechts sprengenden Reiter mit Fahne und Schild darstellt. Der Greif befindet sich auf dem Schild. Auf einem älteren bekannten Siegel des Herzogs Bogislaw I. führt der Reiter noch keinen Greif auf dem Schild. Ein Reitersiegel mit Greifenschild von einer Urkunde Bogislaws II. aus dem Jahr 1214 wurde im Zweiten Weltkrieg vernichtet.
Über die Farben der ältesten Wappen ist nichts bekannt. Es wird angenommen, dass es sich um den später für die Herrschaft Stettin benutzten roten Greif im silbernen Feld handelte. Den ältesten sicheren Nachweis dieser Farbgebung – roter Greif im silbernen Feld – bildet das Banner, das Herzog Kasimir V. in der Schlacht von Tannenberg (1410) führte. Das Banner wurde von den siegreichen Polen erbeutet, zusammen mit anderen Bannern in Krakau ausgestellt und in den 1440er Jahren in einer Handschrift farbig abgebildet. Gelegentlich wird versucht, diese Farbgebung bereits für den Beginn des 14. Jahrhunderts nachzuweisen, indem Darstellungen roter Greifen herangezogen werden, deren Bezug zu Pommern oder zum Greifenhaus nicht eindeutig ist. Bei der Landesteilung von 1295 in die Herzogtümer Pommern-Stettin und Pommern-Wolgast erhielt die Wolgaster Linie zur Unterscheidung einen schwarzen Greif im goldenen Feld.
Da die pommerschen Herzöge zur Gesamthand belehnt waren, führten sie alle Titel gemeinsam. Bis zum Ende des 14. Jahrhunderts bildete sich der Titel „Herzog zu Stettin, der Pommern, der Wenden (auch Slawen) und Kassuben“ heraus. Die genaue Lokalisierung der zugehörigen Regionen war bereits zu dieser Zeit problematisch. Die vier Wappen, die alle den Greif enthielten, wurden auf Siegeln, wie dem des Herzogs Otto I., zunächst getrennt dargestellt. Erst später erfolgte eine Zusammenfassung in einem gemeinsamen Schild.
Mitte des 15. Jahrhunderts wurde auf Münzen ein geviertes Wappen zusammengestellt, in dem die Wappen der im 14. Jahrhundert zum Herzogtum Pommern gekommenen Herrschaften Fürstentum Rügen und Grafschaft Gützkow mit zwei Greifenwappen kombiniert wurden. Die Reihenfolge der Wappen war dabei nicht immer gleich. Einige der Kombinationen enthielten einen Fischgreif, der sich ursprünglich auf die ostpommersche Herrschaft Schlawe bezog, nun aber auf eine „Herrschaft Usedom“ übertragen wurde.
Greifswalder Juristen beschrieben 1469 im Zusammenhang mit dem Stettiner Erbstreit ein fünffeldriges pommersches Wappen. Dieses enthielt vier Greifen und in der Mitte als Herzschild das rügische Wappen. Herzog Bogislaw X., unter dem ganz Pommern wieder zu einem Herzogtum vereinigt wurde, führte ab 1500 das fünffeldrige Wappen offiziell ein. Das Wappen des Stettiner Herzogtums wurde jetzt entsprechend seinem Status als Stammhaus ins Herzschild gesetzt, auch das Rügische und das Gützkower Wappen wurden wieder ins Wappenbild aufgenommen.

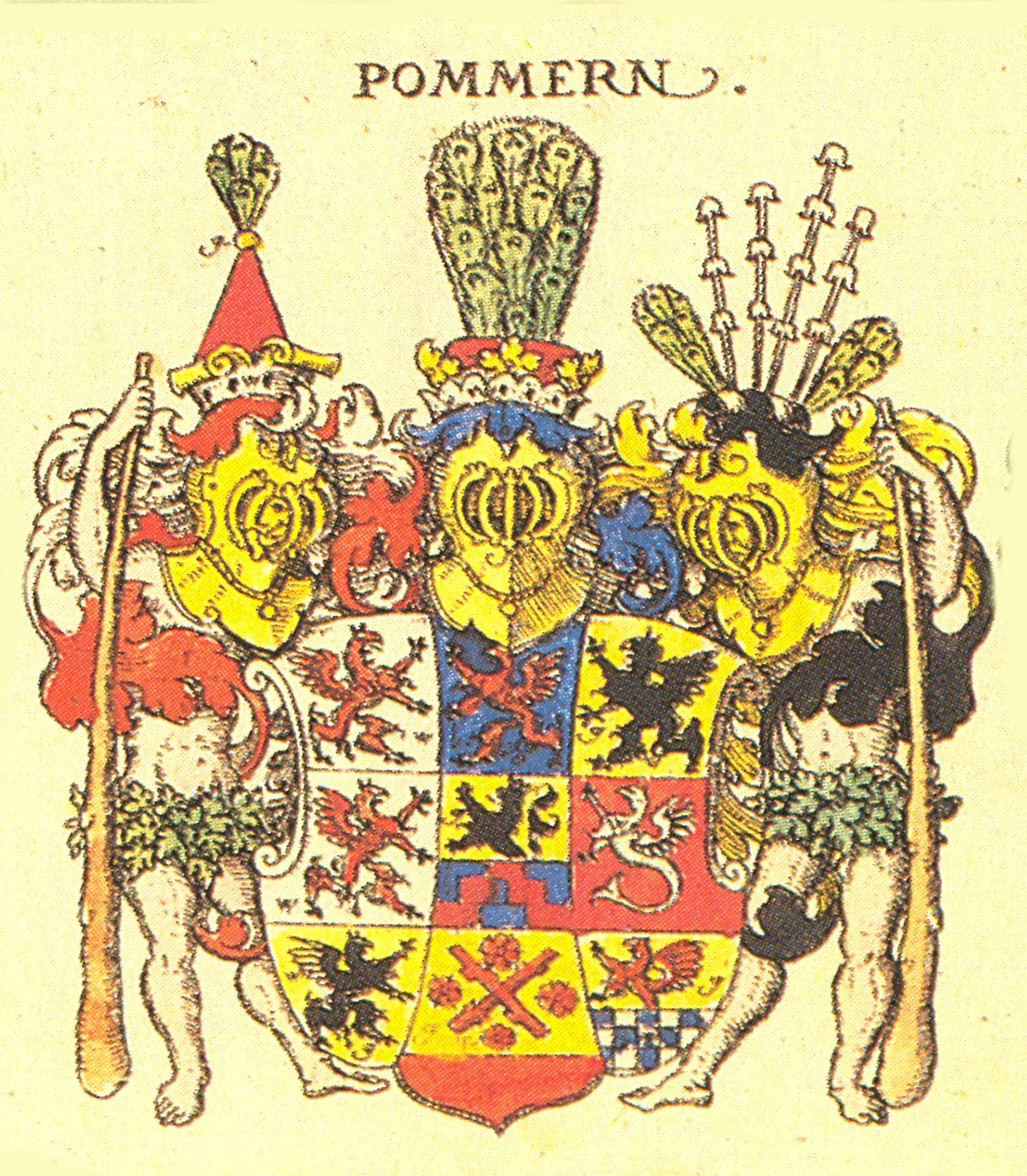
Wappen des Herzogtums Pommern nach Johann Siebmacher

Anfang des 16. Jahrhunderts erhielt der Greif für das Stettiner Herzogtum eine Krone. Diese wurde wahrscheinlich dem Wappen der Stadt Stettin entlehnt, die sich damit spätestens seit 1464 als herzogliche Residenz darstellte. Die Krone wurde 1521 im Kaiserlichen Wappenprivileg bestätigt. Auf Bitten Bogislaws X. wurde auch das weiße Feld des Stettiner Wappens in ein goldenes geändert. Später kehrte man in Pommern wieder zum weißen Feld zurück, Rot-Gelb blieb aber die Hoffarbe.
In den letzten Regierungsjahren Bogislaws X. bildete sich das neunfeldrige Wappen heraus. Bereits nach Bogislaws Tod ließen sich Georg I. und Barnim IX. Siegel mit neunfeldrigen Wappen anfertigen. Diese finden sich unter anderem an der Bestätigung der Privilegien der Stadt Greifswald aus dem Jahr 1524. Die Darstellung des pommerschen Wappens auf dem Croÿ-Teppich ist die älteste bekannte authentische Farbdarstellung des neunfeldrigen Wappens. Das neunfeldrige Wappen befindet sich noch heute am Schloss in Pudagla auf Usedom.
Eine weitere Variante hat unten als zusätzliches Feld die Blutfahne, als Zeichen der obersten Gerichtsbarkeit. Darstellung dieses zehnfeldrigen Wappen stammen aus dem Jahr 1569 und von der Großen Lubinschen Karte aus der Zeit bis 1618. Die Blutfahne wurde, obwohl sie den Herzögen als Reichsfürsten zu stand, nicht in allen Wappendarstellungen aufgeführt. Unter dem letzten Greifenherzog Bogislaw XIV. wurde im roten Feld ein weißes Tatzenkreuz als Symbol für das säkularisierte Bistum Cammin ins Wappen aufgenommen. Mit Bogislaw XIV. starben die Greifenherzöge 1637 aus.

## Provinz Pommern

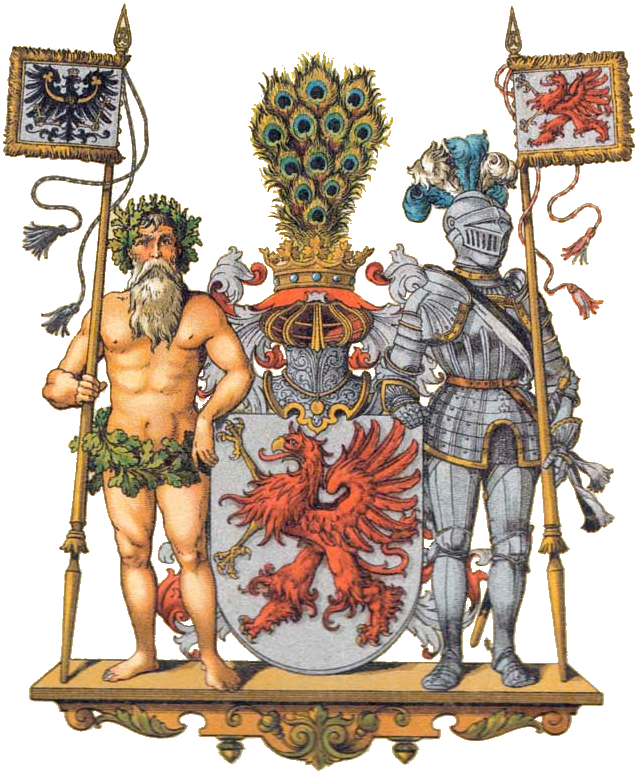
Wappen der Provinz Pommern 1881

Zum Ende des Dreißigjährigen Krieges wurde Pommern im Frieden von Osnabrück unter dem Königreich Schweden und dem Kurfürstentum Brandenburg aufgeteilt. Beide Landesherren übernahmen alle Titel der Greifenherzöge. Die Ausnahme bildeten die Titel „Fürst von Rügen“, der nur dem Schwedenkönig zustand und „Fürst von Cammin“, den nur die brandenburgischen Kurfürsten führen durften. Letztere, die die pommerschen Wappen schon im 15. Jahrhundert als Zeichen ihrer Anwartschaft auf die Lehnshoheit über Pommern bzw. aufgrund von Erbverträgen geführt hatten, integrierten die pommerschen Symbole nun endgültig in ihr eigenes Wappen. Dadurch gelangten die pommerschen Greifen auch in süddeutsche Wappen und nach Ostpreußen. Nachdem der letzte Teil von Schwedisch-Pommern 1815 an Preußen gekommen war, konnten die preußischen Könige das rügische Wappen wieder führen.
Das 1881 festgelegte Wappen für die Provinz Pommern beschränkte sich auf den goldbewehrten roten Greif ohne Krone im silbernen Feld, verzichtete allerdings nicht vollständig auf schmückendes Beiwerk wie Schildhalter und Helm. 1929 erfolgte eine Modernisierung der Darstellung des Greifen, die bis zum Ende des Zweiten Weltkriegs gültig blieb. Darauf aufbauend wurde der Greif nach der Neubildung des Landes Mecklenburg-Vorpommern in das neue Landeswappen integriert.

## Großes Neunfeldriges Wappen von Pommern
| H2 | H1 | H3 |
| 2  | 1  | 3  |
| 5  | 4  | 6  |
| 8  | 7  | 9  |
| 10 |    |    |

(1) Herzogtum Pommern

Neunfeldriges Wappen mit Blutfahne

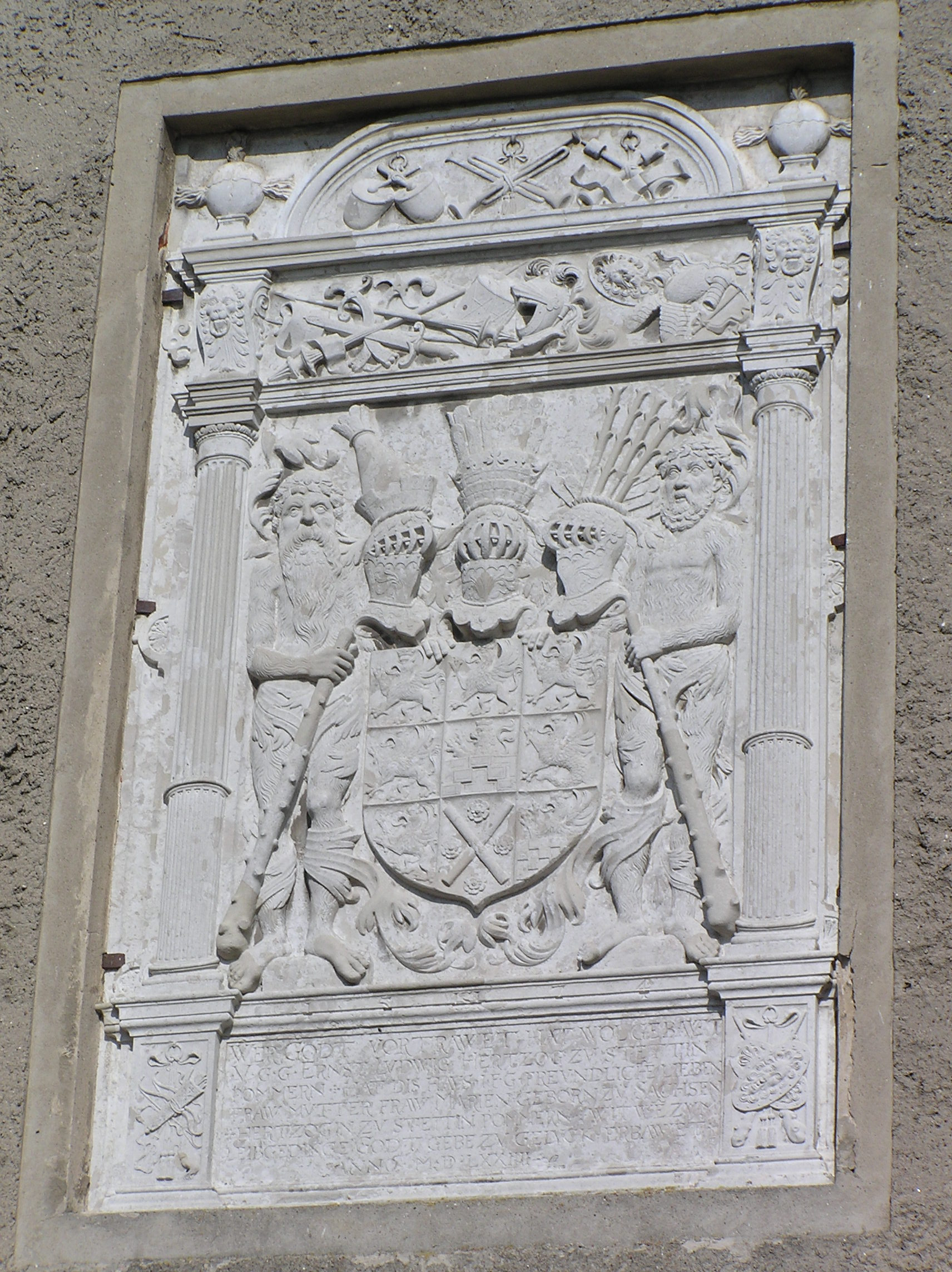
Greifenwappen in Pudagla

In Silber ein rechts gewandter aufrecht schreitender roter Greif.
(2) Herzogtum Stettin
In Blau ein links gewandter aufrecht schreitender gekrönter gold bewehrter roter Greif.

Das Herzogtum Pommern-Stettin wurde Anfang des 16. Jahrhunderts farblich vom Herzogtum Pommern abgegrenzt.
(3) Herzogtum Kassuben
In Gold ein rechts gewandter aufrecht schreitender schwarzer Greif.

Der ursprünglich auf das, aus der Teilung von 1295 resultierende, alte Herzogtum Pommern-Wolgast bezogene Greif, wurde später dem Herzogtum Kassuben zugeordnet. Dieses bezeichnete wahrscheinlich den historischen, nicht mehr abgrenzbaren Siedlungsraum der Kaschuben.
Dieses Wappen wurde ab dem 16. Jahrhundert auf die wieder erworbenen Lande Lauenburg und Bütow bezogen, die keine eigenen Landeswappen besaßen, obwohl die Herzöge gelegentlich den Titel „Herr der Lande Lauenburg und Bütow“ führten.
(4) Fürstentum Rügen
Geteilt von Gold über Blau; oben ein rot gekrönter und bewehrter Schwarzer Löwe mit Doppelschweif, der aus dem im unteren Felde befindlichen, aus fünf roten Steinen gebildeten Stufengiebel hervorwächst.

Der Löwe war möglicherweise ein Zugeständnis an die dänischen Könige, die seit 1168 Lehnsherren des Fürstentums waren. Ältere Siegel von rügischen Fürsten und Nebenlinien des Fürstenhauses führten einen Greif im Wappen.
(5) Herzogtum Wenden (oder Slawien)
In Silber ein links gewandter aufrecht schreitender rot-grün gestreifter Greif.

Mit dem Herzogtum Slawien wurde möglicherweise ursprünglich das Herzogtum Kassuben symbolisiert. Das sogenannte Herzogtum Wenden befand sich wahrscheinlich im Raum zwischen Tollense und Peene. Dieses Gebiet, in dem die im 12. Jahrhundert von den Pomoranen unterworfenen Liutizen siedelten, wird mitunter auch als Herzogtum oder Herrschaft Groswin bezeichnet.
(6) Herrschaft Usedom
In Rot ein rechts gewandter aufrechter silberner Fischgreif. 

Der aus dem östlichen Pommern stammende Fischgreif wurde Ende des 15. Jahrhunderts das Symbol der sogenannten „Herrschaft Usedom“, die nicht in den Titeln der pommerschen Herzöge zu finden war.
(7) Grafschaft Gützkow
In Gold zwei schräggekreuzte Stäbe, bewinkelt von vier roten Rosen mit goldenem Butzen und grünen Kelchblättern.

Der Edelvogt Jaczo von Salzwedel, der die Grafschaft Gützkow begründete, hat das Wappen bei der Übersiedlung nach Pommern neu gestaltet.
(8) Herrschaft Barth
In Gold ein links gewandter aufrecht schreitender schwarzer Greif mit zwei silbernen Federn.

Die Herrschaft Barth war ursprünglich als festländischer Bereich ein Teil des Fürstentums Rügen. Da das Gebiet später zum Herzogtum Pommern-Wolgast gehörte, wurde ihm der schwarze Greif des älteren Teilherzogtums übertragen. Zur Unterscheidung vom Herzogtum Kassuben erhielt er mehrere weiße Federn.
(9) Herzogtum Wolgast
Zweigeteilt, in Rot ein wachsender silberner Greif über Gold und Blau geschachtem Feld.

Dieses Wappen bezog sich ursprünglich auf das Land Bernstein, das 1479 endgültig an Brandenburg abgetreten wurde. Obwohl dieses Wappen damit keinem Besitz entsprach, verzichteten die Greifenherzöge nicht auf seinen Gebrauch. Wahrscheinlich wurde es Ende des 15. Jahrhunderts willkürlich auf die Residenz Wolgast bezogen. Nach der Landesteilung von 1532 wurde es das Wappen des Herzogtums Pommern-Wolgast.
(10) Blutfahne
Symbol des Rechts der Blutgerichtsbarkeit der Greifenherzöge.
Oberwappen - Helme
(1) Herzogtum Stettin
Der mittlere Helm trägt einen Herzogshut mit großem Pfauenfederbusch.
(2) Herzogtum Wolgast
Der (heraldisch) rechte Helm trägt einen spitzen Herzogshut und einen kleinen Pfauenfederbusch.
(3) Fürstentum Rügen
Der (heraldisch) linke Helm trägt einen Hut mit Lilienstängeln und seitlichen kleinen Federbüschen.